# Трачна пила
Трачна пила (трачна тестера) је назив за алат и машину за обраду дрвета.
- Трачна пила (алат) представља бесконачну челичну траку са назубом са једне стране. Према ширини, трачне пиле се деле на широке и уске.

Пила је пребачена преко доњег и горњег точка машине и, под дејством електромотора и преносника, креће се праволинијски, непрекидно.
- Трачна пила (машина) је машина за обраду дрвета која као алат користи трачне пиле. Према намени и величини, трачне пиле се деле на: трупчаре, растружне трачне пиле и столарске трачне пиле.

Карактеристика ових машина је тзв. индивидуални рез, што значи да машина сече по један сортимент у једном пролазу.
Популарни назив ових машина је брента.